# Liste der Biografien/Rix
Liste der Biografien |
Portal Biografien |
Personensuche
# |
A |
B |
C |
D |
E |
F |
G |
H |
I |
J |
K |
L |
M |
N |
O |
P |
Q |
R |
S |
T |
U |
V |
W |
X |
Y |
Z |
?
 
Ra |
Rb |
Rd |
Re |
Rh |
Ri |
Rj |
Rk |
Rl |
Rm |
Rn |
Ro |
Rr |
Rs |
Rt |
Ru |
Rv |
Rw |
Rx |
Ry |
Rz
 
Ria |
Rib |
Ric |
Rid |
Rie |
Rif |
Rig |
Rih |
Rii |
Rij |
Rik |
Ril |
Rim |
Rin |
Rio |
Rip |
Riq |
Rir |
Ris |
Rit |
Riu |
Riv |
Riw |
Rix |
Riy |
Riz
Die Liste der Biografien führt alle Personen auf, die in der deutschsprachigen Wikipedia einen Artikel haben. Dieses ist eine Teilliste mit 31 Einträgen von Personen, deren Namen mit den Buchstaben „Rix“ beginnt.

## Rix
- Rix Nicholas, Hilda (1884–1961), australische Malerin
- Rix, Brian, Baron Rix (1924–2016), britischer Schauspieler, Aktivist und Autor
- Rix, Charlie, britischer Schauspieler und Synchronsprecher
- Rix, Erich (1900–1964), deutscher Pathologe und Hochschullehrer
- Rix, Graham (* 1957), englischer Fußballspieler und -trainer
- Rix, Hans-Walter (* 1964), deutscher Astrophysiker
- Rix, Helmut (1926–2004), deutscher Indogermanist und Etruskologe
- Rix, Jerry (1947–2016), niederländischer Sänger
- Rix, Karl (1912–1989), Maler und Grafiker
- Rix, Lauretta (1926–2009), kanadische Grafikerin und Illustratorin
- Rix, Sönke (* 1975), deutscher Politiker (SPD), MdB und ErzieherSönke Rix (* 1975)

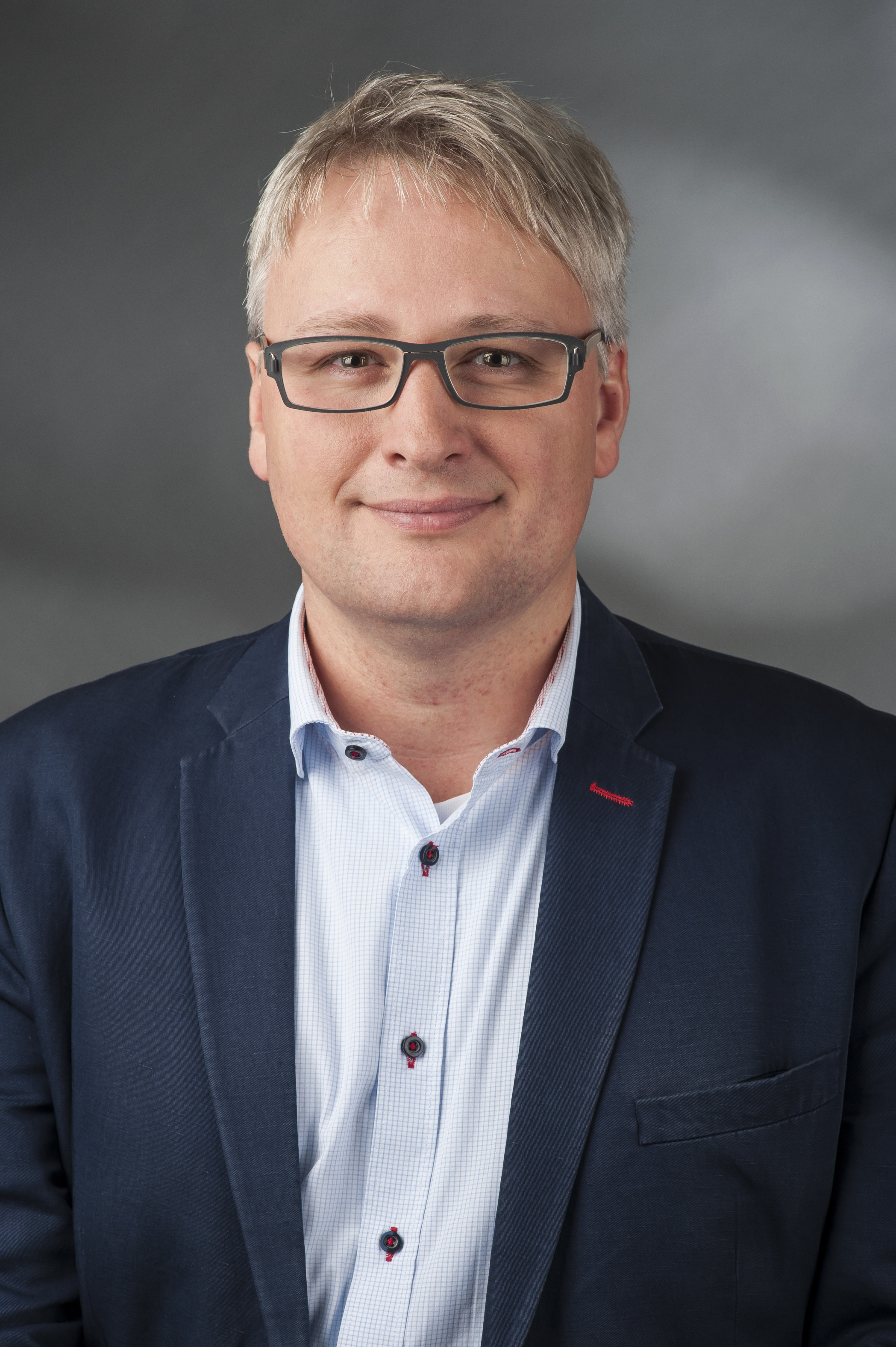
Sönke Rix (* 1975)

- Rix, Zvi (1909–1981), österreichisch-israelischer Arzt und Publizist
- Rix-Tichacek, Kitty (1901–1951), österreichische Keramikerin
- Rix-Ueno, Felice (1893–1967), österreichische Malerin, Grafikerin und Textilkünstlerin

### Rixa
- Rixa von Werle († 1317), Herzogin zu Braunschweig-Lüneburg, Fürstin von Braunschweig-Wolfenbüttel-Göttingen

### Rixe
- Rixe, Günter (1939–2024), deutscher Politiker (SPD), MdB
- Rixecker, Roland (* 1951), deutscher Jurist
- Rixen, August (1897–1984), deutscher Figuren-, Landschafts- und Tiermaler der Düsseldorfer Schule
- Rixen, Bruno (1931–2020), deutscher Ingenieur, Erfinder und Unternehmer
- Rixen, Claus (1764–1843), deutscher Lehrer
- Rixen, Eugène (* 1944), belgischer Geistlicher und römisch-katholischer Bischof von Goiás
- Rixen, Stephan (* 1967), deutscher Rechtswissenschaftler und Hochschullehrer
- Rixen, Thomas (* 1974), deutscher Politikwissenschaftler
- Rixen, Willi (1909–1968), deutscher Maler, Zeichner, Autor und Grafiker
- Rixey, John Franklin (1854–1907), US-amerikanischer Politiker

### Rixh
- Rixhon, Ernest (1889–1944), belgischer römisch-katholischer Geistlicher und Märtyrer

### Rixk
- Rixkens, Karl (1881–1938), deutscher Porträtmaler

### Rixn
- Rixner, Anselm (1766–1838), deutscher Philosoph und Hochschullehrer
- Rixner, Heinrich (1634–1692), deutscher evangelischer Theologe
- Rixner, Josef (1902–1973), deutscher Komponist und Dirigent

### Rixr
- Rixrath, Wilhelm (1849–1909), Kreissekretär und auftragsweise preußischer Landrat